# تناظر گروه لی–جبر لی
در ریاضیات، تناظر گروه لی-جبر لی (Lie Group-Lie Algebra Correspondence)، امکان می‌دهد تا یک گروه لی با یک جبر لی متناظر شود (یا برعکس). گروه‌های لی دارای جبرهای لی یکریخت هستند، اما عکس آن لزوماً صحیح نیست. یک مثال نقض واضح، {\displaystyle \mathbb {R} ^{n}} و {\displaystyle \mathbb {T} ^{n}} هستند که به عنوان گروه لی با یک دیگر یکریخت نیستند، اما جبرهای لی آن‌ها یکریخت اند. با این حال، اگر توجهمان را به گروه‌های لی همبند ساده محدود کنیم، تناظر مذکور یک-به-یک خواهد شد.

## ارجاعات
1. ↑  Lee 2012, p. 530.

- مشارکت‌کنندگان ویکی‌پدیا. «Lie Group–Lie Algebra Correspondence». در دانشنامهٔ ویکی‌پدیای انگلیسی، بازبینی‌شده در ۷ ژوئن ۲۰۲۱.